# UCI Europa Tour 2020
L'UCI Europa Tour 2020 és la setzena edició de l'UCI Europa Tour, un dels cinc circuits continentals de ciclisme de la Unió Ciclista Internacional. Està format per unes 230 proves, organitzades del 25 de gener al 18 d'octubre de 2020 a Europa.
La pandèmia per coronavirus obligà a suspendre un bon nombre de curses de la temporada.

## Evolució del calendari

### Gener
| Data | Cursa                                       | País    | Cat. | Vencedor         | Equip              | Ref.  |
| ---- | ------------------------------------------- | ------- | ---- | ---------------- | ------------------ | ----- |
| 25   | Gran Premi Belek                            | Turquia | 1.2  | Emre Yavuz       | Salcano Sakarya BB | [ 2 ] |
| 30   | Trofeu Felanitx-Ses Salines-Campos-Porreres | Espanya | 1.1  | Matteo Moschetti | Trek-Segafredo     | [ 3 ] |
| 31   | Trofeu Serra de Tramuntana                  | Espanya | 1.1  | Emanuel Buchmann | Bora-Hansgrohe     | [ 4 ] |

### Febrer
| Data  | Cursa                             | País          | Cat. | Vencedor           | Equip               | Ref.   |
| ----- | --------------------------------- | ------------- | ---- | ------------------ | ------------------- | ------ |
| 1     | Trofeu Pollença-Andratx           | Espanya       | 1.1  | Marc Soler         | Team Movistar       | [ 5 ]  |
| 2     | Trofeu Platja de Palma-Palma      | Espanya       | 1.1  | Matteo Moschetti   | Trek-Segafredo      | [ 6 ]  |
| 2     | Gran Premi La Marseillaise        | França        | 1.1  | Benoit Cosnefroy   | AG2R La Mondiale    | [ 7 ]  |
| 5-9   | Étoile de Bessèges                | França        | 2.1  | Benoît Cosnefroy   | AG2R La Mondiale    | [ 8 ]  |
| 9     | Gran Premi Manavgat               | Turquia       | 1.2  | Branislau Samoilau | Minsk CC            | [ 9 ]  |
| 13    | Gran Premi Alanya                 | Turquia       | 1.2  | Paweł Bernas       | Mazowsze-Serce      | [ 10 ] |
| 14    | Gran Premi Gazipasa               | Turquia       | 1.2  | Mamyr Stash        | Rússia              | [ 11 ] |
| 14-15 | Volta a Múrcia                    | Espanya       | 2.1  | Xandro Meurisse    | Circus-Wanty Gobert | [ 12 ] |
| 16    | Gran Premi Antalya                | Turquia       | 1.2  | Maksim Piskunov    | Marathon-Tula CT    | [ 13 ] |
| 20-23 | Tour d'Antalya                    | Turquia       | 2.1  | Max Stedman        | Canyon DHB-Soreen   | [ 14 ] |
| 21-23 | Tour dels Alps Marítims i del Var | França        | 2.1  | Nairo Quintana     | Arkéa-Samsic        | [ 15 ] |
| 29    | Ster van Zwolle                   | Països Baixos | 1.2  | David Dekker       | SEG Racing Academy  | [ 16 ] |
| 29    | Gran Premi Velo Alanya            | Turquia       | 1.2  | Daniil Pronskiy    | Vino-Astana Motors  | [ 17 ] |

### Març
| Data | Cursa                          | País          | Cat. | Vencedor          | Equip                        | Ref.   |
| ---- | ------------------------------ | ------------- | ---- | ----------------- | ---------------------------- | ------ |
| 1    | Gran Premi Manavgat-Side       | Turquia       | 1.2  | Alan Banaszek     | Mazowsze-Serce               | [ 18 ] |
| 1    | Gran Premi de Rodes            | Grècia        | 1.2  | Erlend Blikra     | Uno-X Norwegian Development  | [ 19 ] |
| 3    | Le Samyn                       | Bèlgica       | 1.1  | Hugo Hofstetter   | Israel Start-Up Nation       | [ 20 ] |
| 4    | Umag Trophy                    | Croàcia       | 1.2  | Olav Kooij        | Jumbo-Visma Development Team | [ 21 ] |
| 6-8  | Volta a Rodes                  | Grècia        | 2.2  | Søren Wærenskjold | Joker Fuel of Norway         | [ 22 ] |
| 8    | Trofej Poreč-Poreč Trophy      | Croàcia       | 1.2  | Olav Kooij        | Jumbo-Visma Development Team | [ 23 ] |
| 8    | Gran Premi Jean-Pierre Monseré | Bèlgica       | 1.1  | Fabio Jakobsen    | Deceuninck-Quick Step        | [ 24 ] |
| 8    | Dorpenomloop Rucphen           | Països Baixos | 1.2  | David Dekker      | SEG Racing Academy           | [ 25 ] |

### Juliol
| Data  | Cursa                            | País      | Cat. | Vencedor          | Equip                        | Ref.   |
| ----- | -------------------------------- | --------- | ---- | ----------------- | ---------------------------- | ------ |
| 15-18 | Dookoła Mazowsza                 | Polònia   | 2.2  | Michael Kukrle    | Elkov-Kasper                 | [ 26 ] |
| 19    | Puchar Ministra Obrony Narodowej | Polònia   | 1.2  | Felix Groß        | Rad-net Rose                 | [ 27 ] |
| 23-26 | Sibiu Cycling Tour               | Romania   | 2.1  | Gregor Mühlberger | Bora-Hansgrohe               | [ 28 ] |
| 25-26 | In the footsteps of the Romans   | Bulgària  | 2.2  | Norbert Banaszek  | Mazowsze-Serce               | [ 29 ] |
| 26    | GP Kranj                         | Eslovènia | 1.2  | Olav Kooij        | Jumbo-Visma Development Team | [ 30 ] |
| 28-1  | Volta a Bulgària                 | Bulgària  | 2.2  | Patryk Stosz      | Voster ATS                   | [ 31 ] |

### Agost
| Data  | Cursa                                       | País    | Cat. | Vencedor          | Equip                            | Ref.   |
| ----- | ------------------------------------------- | ------- | ---- | ----------------- | -------------------------------- | ------ |
| 1-4   | Ruta d'Occitània                            | França  | 2.1  | Egan Bernal       | Ineos                            | [ 32 ] |
| 2     | Circuit de Getxo-Memorial Hermanos Otxoa    | Espanya | 1.1  | Damiano Caruso    | Bahrain-McLaren                  | [ 33 ] |
| 5-8   | Tour de Szeklerland                         | Romania | 2.2  | Jakub Kaczmarek   | Mazowsze Serce Polski            | [ 34 ] |
| 5-8   | Tour de Savoia Mont Blanc                   | França  | 2.2  | Pierre Rolland    | B&B Hotels-Vital Concept p/b KTM | [ 35 ] |
| 6     | Mont Ventoux Dénivelé Challenge             | França  | 1.1  | Aleksandr Vlàssov | Astana                           | [ 36 ] |
| 6-9   | Czech Cycling Tour                          | Txèquia | 2.1  | Damien Howson     | Mitchelton-Scott                 | [ 37 ] |
| 7-9   | Tour de l'Ain                               | França  | 2.1  | Primoz Roglic     | Team Jumbo-Visma                 | [ 38 ] |
| 12-16 | Tour Bitwa Warszawska 1920                  | Polònia | 2.2  | Oscar Riesebeek   | Alpecin-Fenix                    | [ 39 ] |
| 13-16 | Baltic Chain Tour                           | Estònia | 2.2  | Gert Jõeäär       | Estònia                          | [ 40 ] |
| 18-21 | Tour del Llemosí-Nova-Aquitània             | França  | 2.1  | Luca Wackermann   | Vini Zabù-KTM                    | [ 41 ] |
| 27-30 | Tour Poitou-Charentes en Nouvelle-Aquitaine | França  | 2.1  | Arnaud Démare     | Groupama-FDJ                     | [ 42 ] |
| 29    | Druivenkoers Overijse                       | Bèlgica | 1.1  | Florian Sénéchal  | Deceuninck-Quick Step            | [ 43 ] |
| 29    | Trofeu Matteotti                            | Itàlia  | 1.1  | Valerio Conti     | UAE Team Emirates                | [ 44 ] |
| 29-2  | Volta a Hongria                             | Hongria | 2.1  | Attila Valter     | CCC Team                         | [ 45 ] |
| 29-5  | Giro Ciclistico d'Itàlia                    | Itàlia  | 2.2U | Thomas Pidcock    | Trinity Racing                   | [ 46 ] |
| 30    | Memorial Marco Pantani                      | Itàlia  | 1.1  | Fabio Felline     | Team Astana                      | [ 47 ] |
| 31    | Carpathia Couriers Path                     | Polònia | 1.2U | Jordan Habets     | Wielerploeg Groot Amsterdam      | [ 48 ] |

### Setembre
| Data  | Cursa                                                                            | País                            | Cat.   | Vencedor              | Equip                                | Ref.   |
| ----- | -------------------------------------------------------------------------------- | ------------------------------- | ------ | --------------------- | ------------------------------------ | ------ |
| 1-3   | Volta a Sèrbia                                                                   | Sèrbia                          | 2.2    | Martin Haring         | Dukla Banská Bystrica                | [ 49 ] |
| 1-4   | Setmana Internacional de Coppi i Bartali                                         | Itàlia                          | 2.1    | Jhonatan Narváez      | Ineos Grenadiers                     | [ 50 ] |
| 3     | Gran Premi Develi                                                                | Turquia                         | 1.2    | Anatoliy Budyak       | Wibatech Merx 7R                     | [ 51 ] |
| 3-6   | Baltyk-Karkonosze Tour                                                           | Polònia                         | 2.2    | Stanisław Aniołkowski | CCC Development Team                 | [ 52 ] |
| 4     | Hafjell TT                                                                       | Noruega                         | 1.2    | Andreas Leknessund    | Uno-X Norwegian Development          | [ 53 ] |
| 4     | Gran Premi Capadòcia                                                             | Turquia                         | 1.2    | Mykhailo Kononenko    | Ucraïna                              | [ 54 ] |
| 4-7   | Belgrad-Banja Luka                                                               | Sèrbia · / Bòsnia i Hercegovina | 2.1    | Jakub Kaczmarek       | Mazowsze-Serce                       |        |
| 5     | Gran Premi Mount Erciyes 2200 mt                                                 | Turquia                         | 1.2    | Ivan Smirnov          | Rússia                               | [ 55 ] |
| 5     | Lillehammer GP                                                                   | Noruega                         | 1.2    | Andreas Leknessund    | Uno-X Norwegian Development          | [ 56 ] |
| 6     | Gran Premi World's Best High Altitude                                            | Turquia                         | 1.2    | Anatoliy Budyak       | Wibatech Merx 7R                     |        |
| 6     | Gylne Gutuer                                                                     | Noruega                         | 1.2    | Trond Trondsen        | Coop                                 | [ 57 ] |
| 6     | Tour de Doubs                                                                    | França                          | 1.1    | Loïc Vliegen          | Circus-Wanty Gobert                  | [ 58 ] |
| 8-13  | Volta a Romania                                                                  | Romania                         | 2.2    | Eduard-Michael Grosu  | Romania                              |        |
| 9-12  | Cursa de Solidarność i els Atletes Olímpics                                      | Polònia                         | 2.2    | Stanisław Aniołkowski | CCC Development Team                 |        |
| 12-13 | Orlen Wyścig Narodów                                                             | Polònia                         | 2.Ncup | Olav Kooij            | Jumbo-Visma Development Team         |        |
| 13    | Antwerp Port Epic-Sels Trophy                                                    | Bèlgica                         | 1.1    | Gianni Vermeersch     | Alpecin-Fenix                        |        |
| 14    | Gran Premi Velo Erciyes                                                          | Turquia                         | 1.2    | Vitaliy Buts          | Ucraïna                              |        |
| 15    | Gran Premi Central Anatòlia                                                      | Turquia                         | 1.2    | Mykhailo Kononenko    | Ucraïna                              |        |
| 16    | Giro de Toscana-Memorial Alfredo Martini                                         | Itàlia                          | 1.1    | Fernando Gaviria      | UAE Team Emirates                    |        |
| 16-19 | Volta a Eslovàquia                                                               | Eslovènia                       | 2.1    | Jannik Steimle        | Deceuninck-Quick Step                |        |
| 17-20 | Małopolski Wyścig Górski                                                         | Polònia                         | 2.2    | Vojtěch Řepa          | Topforex-Lapierre                    |        |
| 17-20 | Ronda de l'Isard                                                                 | França                          | 2.2U   | Xandres Vervloesem    | Lotto-Soudal U23                     |        |
| 19    | Giro dels Apenins                                                                | Itàlia                          | 1.1    | Ethan Hayter          | Ineos Grenadiers                     |        |
| 19-20 | Gran Premi Internacional de ciclisme de Torres Vedras - Trofeu Joaquim Agostinho | Portugal                        | 2.2    | Frederico Figueiredo  | Atum General-Tavira-Maria Nova Hotel |        |
| 20    | Gooikse Pijl                                                                     | Bèlgica                         | 1.1    | Danny van Poppel      | Circus-Wanty Gobert                  |        |
| 20    | Gran Premi d'Isbergues-Pas de Calais                                             | França                          | 1.1    | Nacer Bouhanni        | Arkéa-Samsic                         |        |
| 20    | Trofeu Ciutat de San Vendemiano                                                  | Itàlia                          | 1.2U   | Antonio Tiberi        | Colpack-Ballan                       |        |
| 22    | París-Camembert                                                                  | França                          | 1.1    | Dorian Godon          | AG2R La Mondiale                     |        |
| 26-27 | Tour de Mevlana                                                                  | Turquia                         | 2.2    | Artur Ershov          | Marathon-Tula                        |        |
| 27    | París-Chauny                                                                     | França                          | 1.1    | Nacer Bouhanni        | Arkéa-Samsic                         |        |
| 27-5  | Volta a Portugal                                                                 | Portugal                        | 2.1    | Amaro Antunes         | W52-FC Porto                         |        |

### Octubre
| Data | Cursa                               | País       | Cat. | Vencedor              | Equip                       | Ref. |
| ---- | ----------------------------------- | ---------- | ---- | --------------------- | --------------------------- | ---- |
| 4    | Piccolo Giro de Llombardia          | Itàlia     | 1.2U | Harry Sweeny          | Lotto-Soudal U23            |      |
| 8-11 | Giro del Friül-Venècia Júlia        | Itàlia     | 2.2  | Andreas Leknessund    | Uno-X Norwegian Development |      |
| 10   | Visegrad 4 Bicycle Race-GP Slovakia | Eslovàquia | 1.2  | Stanisław Aniołkowski | CCC Development Team        |      |
| 11   | París-Tours sub-23                  | França     | 1.2U | Rune Herregodts       | Home Solution-Soenens       |      |
| 12   | Clàssica d'Ordizia                  | Espanya    | 1.1  | Simon Carr            | Nippo Delko One Provence    |      |

## Classificacions
- Nota: Classificacions definitives a 10 de novembre.[59][60]

| #  | Ciclista             | Equip                 | Punts    |
| -- | -------------------- | --------------------- | -------- |
| 1  | Primož Roglič        | Team Jumbo-Visma      | 4.237    |
| 2  | Tadej Pogačar        | UAE Emirates          | 3.055    |
| 3  | Wout van Aert        | Team Jumbo-Visma      | 2.700    |
| 4  | Mathieu van der Poel | Alpecin-Fenix         | 2.040    |
| 5  | Jakob Fuglsang       | Astana                | 1.961    |
| 6  | Julian Alaphilippe   | Deceuninck-Quick Step | 1.795,83 |
| 7  | Diego Ulissi         | UAE Emirates          | 1.671    |
| 8  | Arnaud Démare        | Groupama-FDJ          | 1.550    |
| 9  | Marc Hirschi         | Sunweb                | 1.430    |
| 10 | Aleksandr Vlàssov    | Astana                | 1.399    |

| #  | Equip                            | Punts    |
| -- | -------------------------------- | -------- |
| 1  | Alpecin-Fenix                    | 4.788    |
| 2  | Arkéa-Samsic                     | 3.697    |
| 3  | Circus-Wanty Gobert              | 2.778    |
| 4  | Nippo Delko One Provence         | 1.553    |
| 5  | Total Direct Énergie             | 1.418    |
| 6  | Uno-X Pro Cycling Team           | 1.346,29 |
| 7  | B&B Hotels-Vital Concept p/b KTM | 1.165    |
| 8  | Sport Vlaanderen-Baloise         | 1.109    |
| 9  | Androni Giocattoli-Sidermec      | 1024     |
| 10 | Vini Zabù-KTM                    | 938.33   |

| #  | País          | Punts    |
| -- | ------------- | -------- |
| 1  | França        | 9.542,83 |
| 2  | Eslovènia     | 8.824    |
| 3  | Bèlgica       | 8.530    |
| 4  | Itàlia        | 7.375    |
| 5  | Països Baixos | 6.249    |
| 6  | Dinamarca     | 5.473    |
| 7  | Regne Unit    | 5.299.16 |
| 8  | Alemanya      | 5.242.83 |
| 9  | Espanya       | 4.992    |
| 10 | Suïssa        | 3.449.66 |

| #  | País          | Punts    |
| -- | ------------- | -------- |
| 1  | Eslovènia     | 3.088    |
| 2  | Bèlgica       | 2.652    |
| 3  | Suïssa        | 1.869,98 |
| 4  | Portugal      | 1.556,33 |
| 5  | Itàlia        | 1.136,33 |
| 6  | Països Baixos | 1.091    |
| 7  | Noruega       | 855      |
| 8  | Regne Unit    | 783.83   |
| 9  | Dinamarca     | 645.43   |
| 10 | França        | 484      |